# Postojna (plaats)
Postojna (vroeger, in het Duits, Adelsberg genoemd) is een plaats in Slovenië en maakt deel uit van de gemeente Postojna in de NUTS-3-regio Notranjskokraška. De plaats telde 9.605 inwoners op 1 januari 2020.
Bij het dorpje liggen de beroemde grotten van Postojna. Negen kilometer naar het noorden ligt de Predjamaburcht.

## Geboren
- Borut Pahor (1963), president van Slovenië (2012-heden)
- Kristjan Koren (1986), wielrenner
- Tamara Zidanšek (1997), tennisspeelster